# گرانویل ریری
گرانویل ریری (انگلیسی: Granville Ryrie; ۱ ژوئیهٔ ۱۸۶۵ – ۲ اکتبر ۱۹۳۷) کشاورز، سرباز اهل استرالیا بود. وی همچنین برندهٔ جوایزی همچون نشان حمام شده‌است.